# Hárs (növénynemzetség)
A hárs vagy hársfa (Tilia) nemzetség a mályvafélék családján belül a hársfaformák (Tilioideae) alcsaládba tartozik.
Magháza virágzáskor még ötrekeszű, de az elsőként megtermékenyült magkezdemény gátolja a többi magkezdemény kifejlődését, és a magház teljes üregét kitöltve fejlődik maggá, ezért az érett hárstermés egymagvú makk.

## Etimológia
A hárs szó finnugor eredetű, korábbi hás alakja a hársfán kívül ’fakéreg, háncs’ jelentéssel is bírt (a hársfa kérgéből egyébként könnyen készíthető háncs).
Csángó nyelvjárásban a hársvirágot szádokvirágnak nevezik, és a fát szádoknak.

## Fajai
A nemzetség három faja található meg a Kárpát-medencében:
- Az ezüst hárssal (Tilia tomentosa) főképp a városokban találkozunk.
- A kislevelű hárs (Tilia cordata) szolgáltatja a legjobb teaalapanyagot.
- A nagylevelű hárs (Tilia platyphyllos) erdeinkben a hűvösebb északi oldalakon, szurdokvölgyekben nő.
- A nagylevelű és a kislevelű hárs természetes hibridjét európai hárs (Tilia × europaea) néven már Linné leírta. Ez mindkét szülőjénél magasabbra nőhet, egyéb tulajdonságai a két faj között állnak (a levélfonák érzugaiban fehéres-drapp szőrcsomók fejlődnek, termései kissé bordásak).

### Az európai hárs kertészeti változatai
- Tilia europaea 'Euchlora' (császárhárs),
- Tilia europaea 'Pallida'

## Felhasználása
Faanyagának világos, idővel kissé sötétedő színe, jellegtelen textúrája van, a geszt és a szíjács nem különül el egymástól. Puha, könnyű faanyag, gyorsan szárad.
A hársak adják minden fafaj közül talán a legkönnyebben, legjobban faragható faanyagot, ez a faszobrászat legkedveltebb anyaga. Minden forgácsoló és forgácsmentes eljárással könnyen megmunkálható, gőzöléssel jól hajlítható, gyönyörűen csiszolható.
Fafaragáshoz, esztergáláshoz, fametszethez, bútorgyártáshoz, hangszerekhez, furnérkészítéshez, rétegelt lemeznek, facipő készítésére, cellulózgyártásra, rajzszén készítésére használják.

### Hársfavirág
A kis- és nagylevelű hársfa virágait a teljes virágzáskor gyűjtik, árnyékos helyen szárítják. Forrázata gyógyhatású, de élvezeti teaként is kedvelt. Felhasználják még gyógyhatású fürdővizekhez, vagy bőrápoló szerként. Hatóanyagait és felhasználását részletesen a kislevelű hárs leírásánál ismertetjük.
Egyes vidékeken hársfabort is készítenek belőle.
A hárs méhészeti jelentősége

## Érdekességek
- Szőkedencs temetőjében a 7-es főút mellett áll egy közel 700 éves ezüst hárs.
- A felvidéki Bajmóc várkastélya közelében áll egy több mint 700 éves nagylevelű hársfa, amelyet Mátyás király hársfájának neveznek.
- A hárs neve a lipován nyelvjárásban lippa, s mivel szokás szerint a szentképeket hársfából készült táblára festik, innen van az elnevezésük: „lipován”, azaz „hársfás”.[forrás?]
- Zeusz hársfává változtatta Philürát saját kérésére.[4] A philüra az ókori görögöknél hársfát jelent, illetve hárshéjat is, melyre írtak.[5]

## Képek

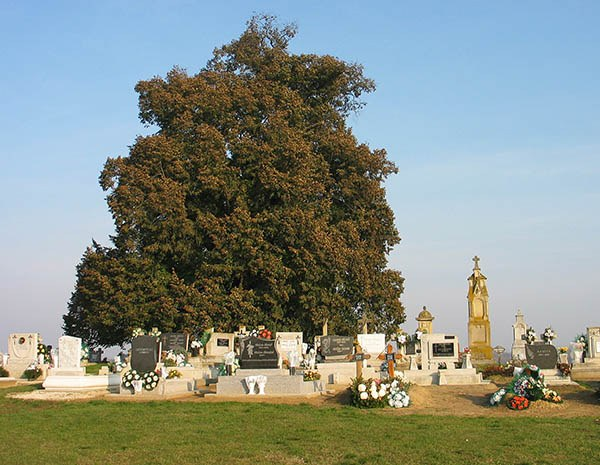
A szőkedencsi 700 éves hárs
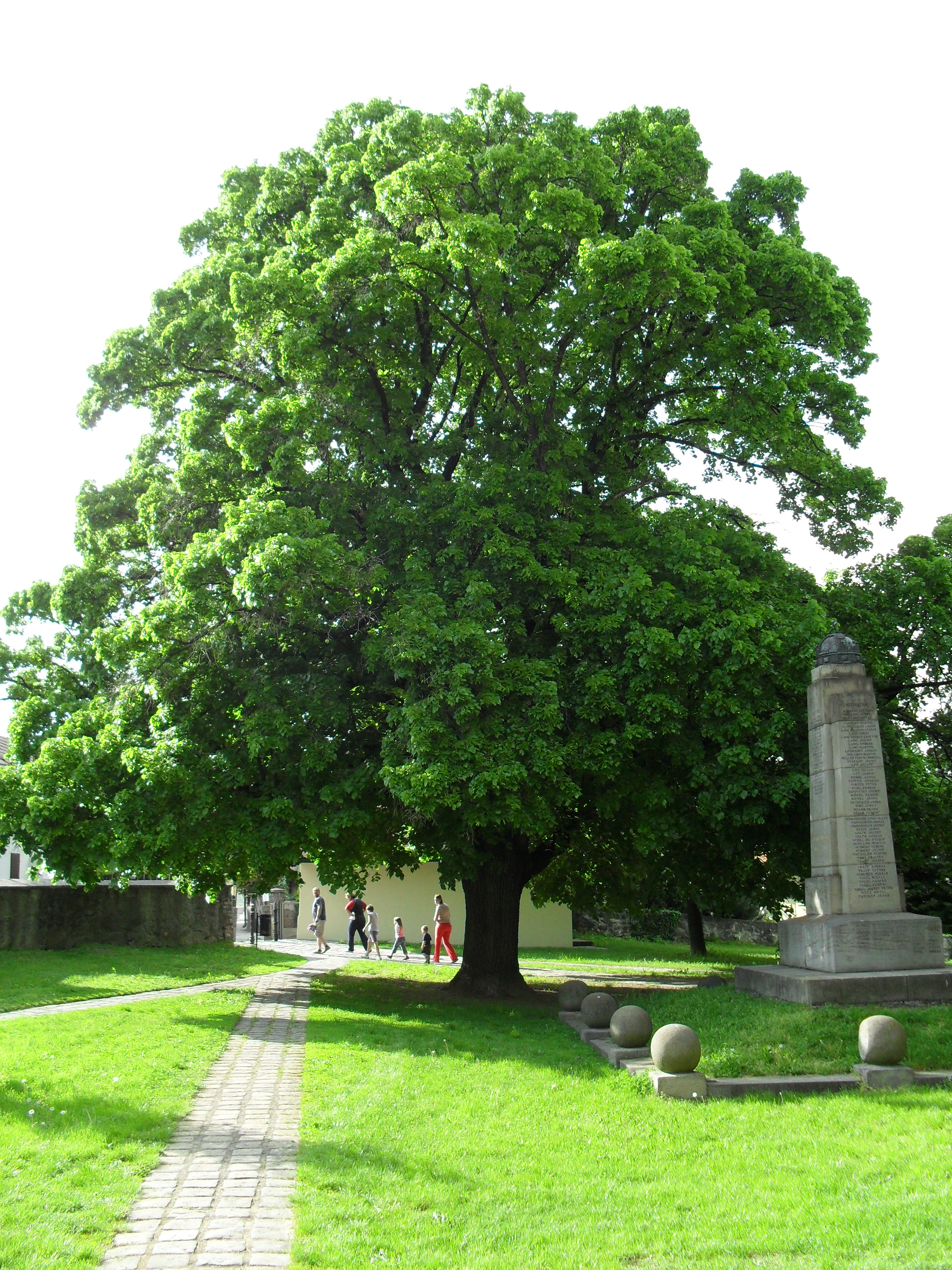
Dunabogdányi öreg hársfa. Törzsének kerülete 2010-ben 340 cm
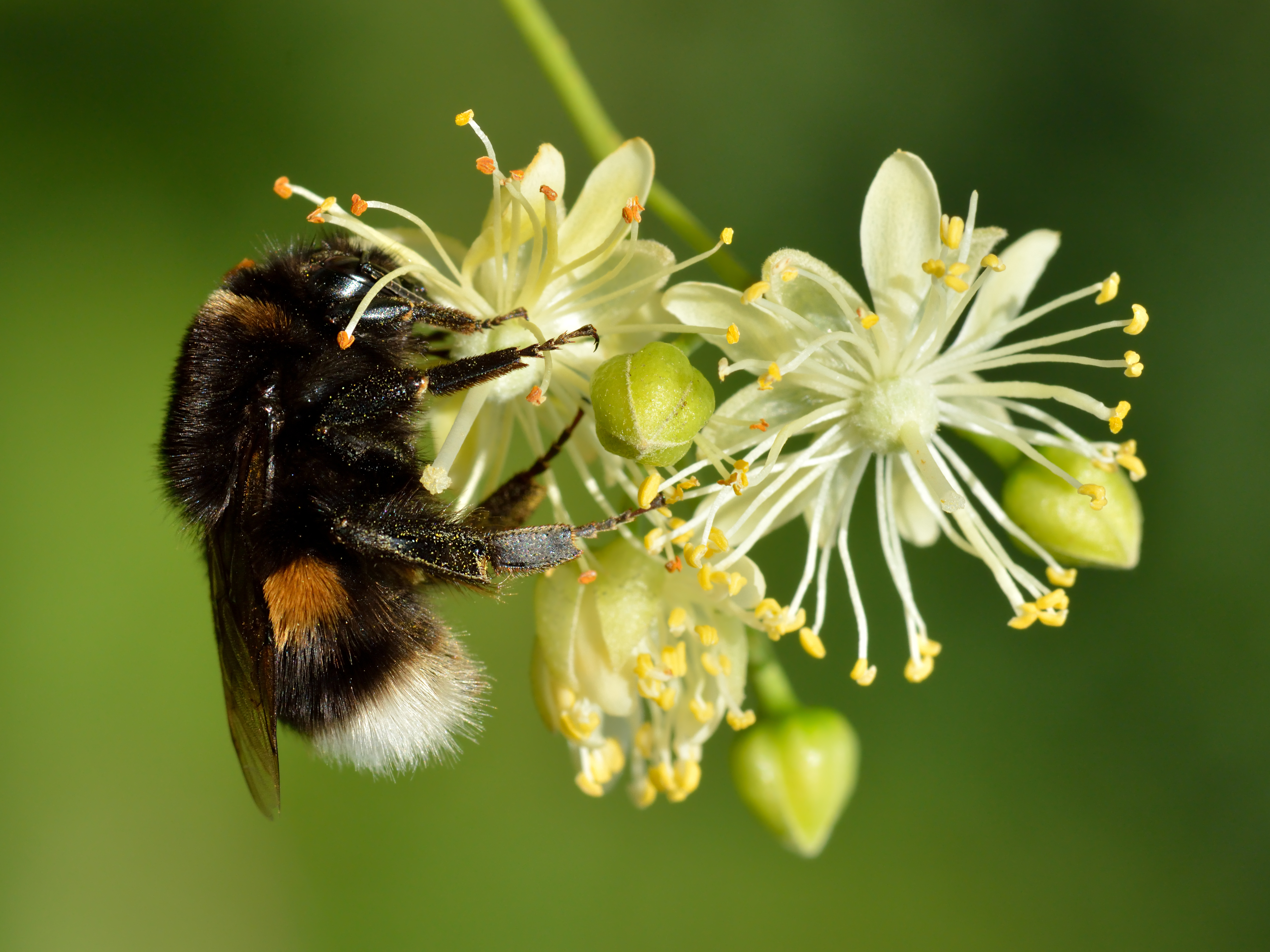
Földi poszméh (Bombus terrestris) kislevelű hárs (Tilia cordata) virágain